# Castillo de Aberdour

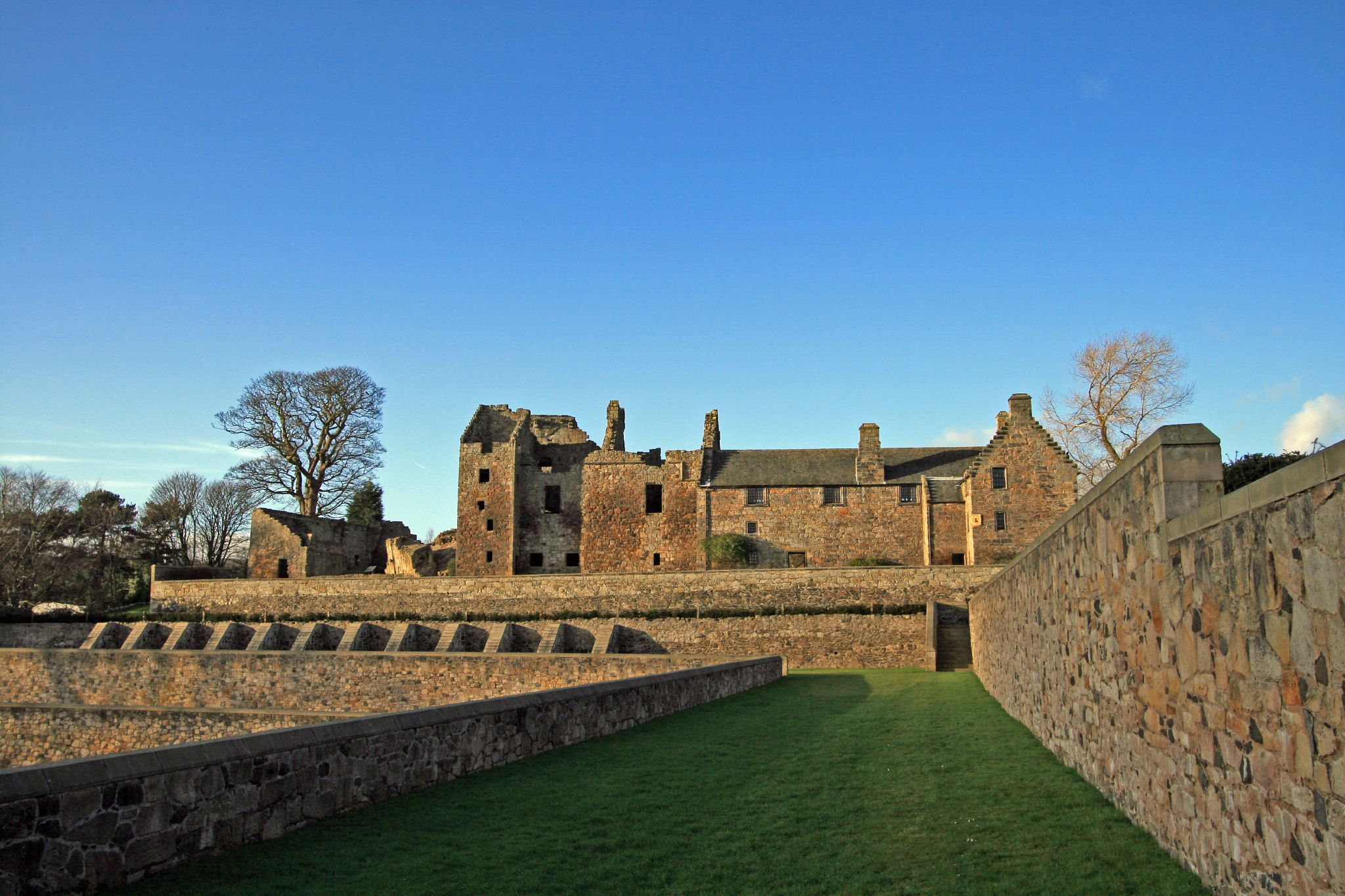
El Castillo de Aberdour.

El Castillo de Aberdour se encuentra en el pueblo de Aberdour Este, en Fife, Escocia. Algunas partes del castillo datan de alrededor del año 1200, lo que hace que Aberdour sea uno de los dos castillos más antiguos de Escocia, junto con el castillo Sween en Argyll, que fue construido alrededor de la misma época.
La parte más antigua del castillo contiene una modesta casa-salón, con vistas a Dour Burn. Durante los siguientes 400 años, el castillo fue sucesivamente ampliado de acuerdo con las ideas arquitectónicas de la época. La casa se convirtió en un torreón en el siglo XV, y en el siglo XVI se amplió dos veces. Las últimas incorporaciones se realizaron alrededor de 1635, con finos detalles renacentistas, todo el conjunto fue complementado con un jardín vallado al este y uno en terraza al sur. Las terrazas datan de mediados del siglo XVI, forman uno de los jardines más antiguos de Escocia y ofrecen amplias vistas de Edimburgo a través del Fiordo de Forth.
El castillo es en gran parte obra de los Douglas, Condes de Morton, que poseyeron Aberdour desde el siglo XIV. Los condes usaron Aberdour como segunda residencia hasta 1642, cuando vendieron su primera residencia, Dalkeith House. Se realizaron algunas reparaciones tras un incendio producido a finales del siglo XVII, pero en 1725 la familia compró Aberdour House, y el castillo empezó a caer en decadencia. Hoy en día solo el ala del siglo XVIII permanece techada, mientras que la torre se ha derrumbado en su mayor parte. El castillo de Aberdour está actualmente bajo cuidado de la agencia estatal Historic Scotland, y está abierto al público todo el año.

## Historia

### Orígenes
El baronazgo de Aberdour fue adquirido en 1126 por Sir Alan de Mortimer, tras su matrimonio con Anicea, hija de Sir John de Vipont. Sir Alan construyó la iglesia de San Fillan, que todavía permanece en pie al lado del castillo, alrededor de 1140, y probablemente su familia construyera la casa alrededor del año 1200, o incluso antes. En 1216 otro Alan de Mortimer está registrado como donante de tierras a los monjes de la Abadía de Inchcolm. No hay pruebas de lo que les pasó a los Mortimer, pero a principios del siglo XIV, el Rey Roberto de Bruce otorgó el castillo a su pariente, Thomas Randolph, I conde de Moray. El nieto de Moray otorgó a su vez el baronazgo a Sir William Douglas de Liddesdale, en 1342.
En 1351, Sir William Douglas dio las tierras de Aberdour a su sobrino, Sir James Douglas de Dalkeith, aunque mantuvo el castillo para sí mismo hasta su muerte dos años más tarde. Esta donación fue confirmada por el Rey David II en 1361. En 1386 Aberdour y Dalkeith fueron unidos en un mismo título nobiliario, cuya sede principal sería Dalkeith, cerca de Edimburgo, y Aberdour sería la residencia secundaria. James, cuarto Lord Dalkeith, fue nombrado Conde de Morton en 1458, antes de casarse con Joanna, la hija sordomuda de Jacobo I. El nuevo conde amplió la casa, elevando y reconstruyendo la estructura para que se acomodara a su nuevo estatus. El segundo Conde llevó a cabo varias ampliaciones en el castillo en 1500, construyendo una nueva torre para la escalera y el bloque sur.

### sigloXVI

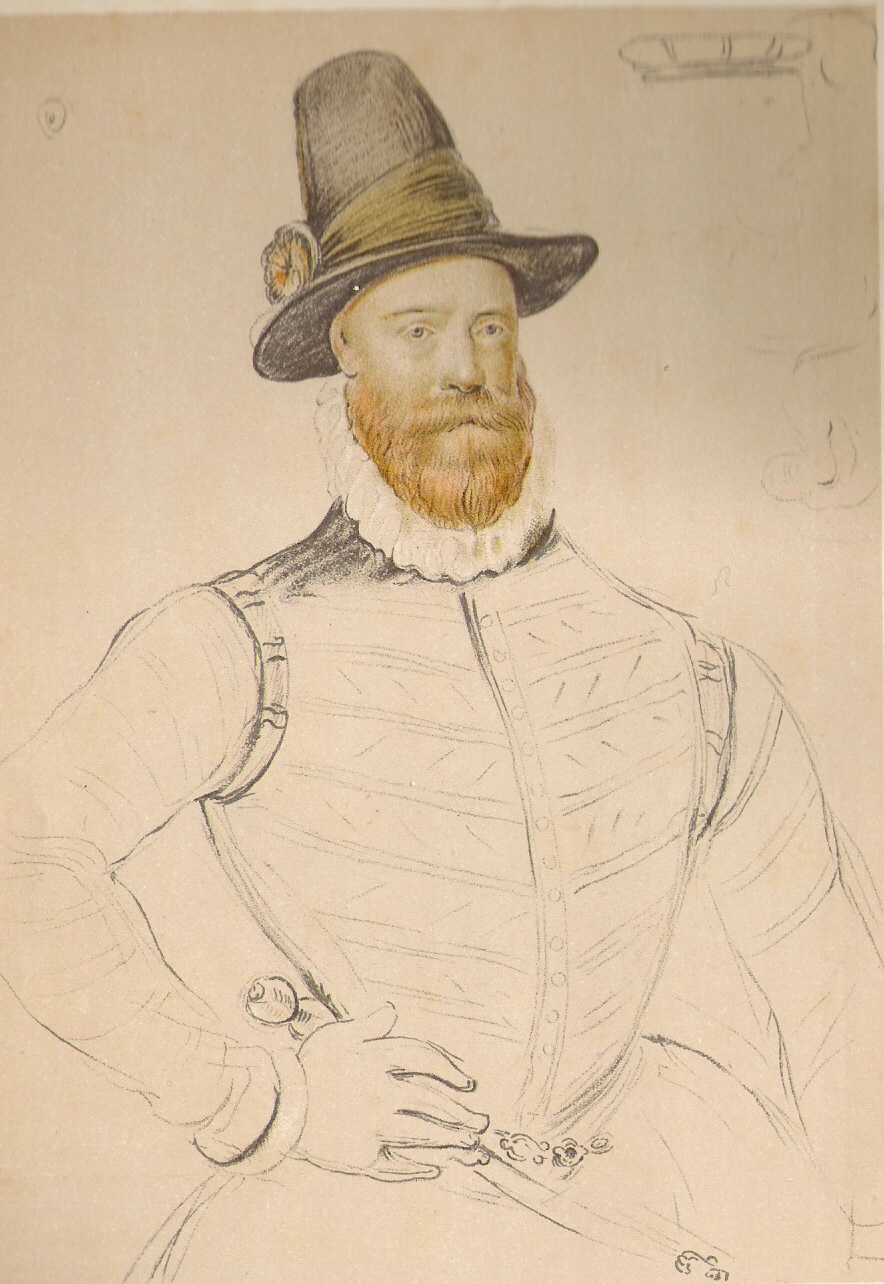
El Conde de Morton James Douglas, regente de Escocia.

En 1538 Jacobo V convocó al tercer conde de Morton antes que el Privy Coucil, acusándolo de no pagar sus deudas feudales, y en 1540 desterró al conde a Inverness. Morton alcanzó Brechin, en Angus, donde firmó un acta en la que renunciaba a sus tierras, cediéndolas a su pariente Robert Douglas de Lochleven. Lochleven fue obligado a renunciar a esas tierras y devolverlas a Jacobo V, aunque se le permitió mantener el castillo de Aberdour. Tras la muerte de Jacobo V a finales de 1542, George Douglas de Pittendreich y el Conde de Arran ayudaron a Morton a reclamar sus tierras, incluyendo Aberdour. A cambio sus hijos se casarían con dos de las tres hijas de Morton. El hijo de Pittendreich, James (1525-1581) se casó con la heredera, Elizabeth, y se convirtió en el cuarto conde de Morton en 1553.
El Castillo de Aberdour fue reservado para su suegra, la Condesa Katherine, hasta 1564, cuando la Reina María confirmó los derechos de Morton sobre todo el baronazgo de Dalkeith y Aberdour. En 1566, Morton estuvo envuelto en los planes de rebelión contra la Reina, que terminaron con el asesinato del secretario de la Reina, David Riccio, pero fracasaron a la hora de conseguir más impulso, lo que forzó a Morton a abandonar Inglaterra. Sin embargo, para finales de ese año ya había vuelto, y para julio del año siguiente, María estaba prisionera y había sido forzada a abdicar por los nobles escoceses. Morton fue nombrado regente de Escocia, para el pequeño Jacobo VI en 1572. Llevó a cabo ampliaciones del castillo en la década de 1570, reconstruyendo el bloque sur, y ampliándolo hacia el sur hasta el actual bloque central. También tomó como inspiración algunos jardines contemporáneos de Inglaterra para diseñar los jardines en terraza, como los del palacio de Hampton Court. El Privy Council se reunió en Aberdour en agosto de 1576, pero la regencia de Morton llegó a su fin en 1578. Posteriormente fue implicado en el asesinato del marido de la Reina María, Lord Darnley, en 1567; y ejecutado en 1581 bajo orden del joven rey Jacobo VI.
Mientras que Morton estuvo en la cárcel, sus tierras fueron entregadas a su sobrino, Archibald Douglas, octavo conde de Angus, pero fueron concedidas al Conde de Lennox tras la ejecución de Morton. En 1587, Lennox devolvió las tierras a Angus, quien era conocido ya como quinto conde Morton. Tras la muerte de Morton en 1588, el título pasó a manos de otro pariente, William Douglas de Lochleven. El hijo de William precedió a su padre, pero su viuda, Jean Lyon, continuó viviendo en Aberdour con su segundo marido, Alexander Lindsay, Lord Spynie.

### Los condes posteriores

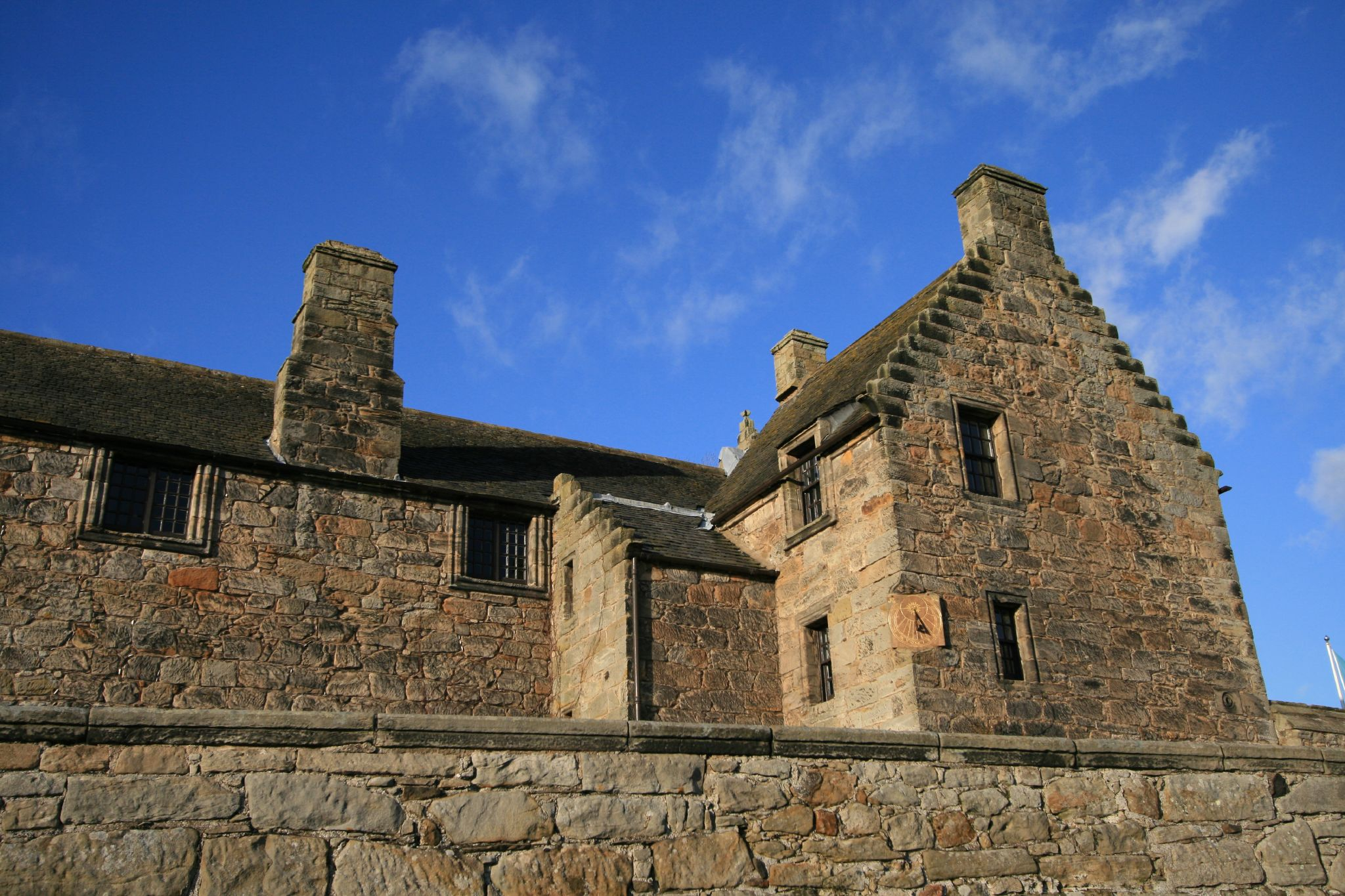
El bloque oriental del castillo.

William Douglas, séptimo conde de Morton (1582-1648), algunas veces numerado como el sexto conde, heredó el castillo de su abuelo en 1606. Fue tesorero de Escocia entre 1630 y 1636, y un gran defensor de la dinastía Estuardo durante la Guerra de los tres reinos (1639-1651). Sin embargo, estuvo obligado a invertir gran parte de su fortuna en los intereses reales, lo que le llevó a tener dificultades financieras, forzándole a vender Dalkeith al Conde de Buccleuch en 1642. William construyó el ala este renacentista, probablemente alrededor de 1635. Se sabe que estuvo de pie en 1647, cuando se registró en un inventario muebles lujosos, alfombras y tapices. El jardín vallado también fue construido en la década de 1630, y se hicieron mejoras en las terrazas. Aberdour se convirtió después de todo en una residencia adecuada para los Condes tras la venta de Dalkeith.
Los condes de Morton continuaron viviendo en Aberdour aunque nunca recuperaron su anterior estatus. En 1688 el castillo fue seriamente dañado por un incendio, y en 1690 el undécimo conde consultó al arquitecto James Smith. Smith evaluó los daños y planteó diversas propuestas para reparar y ampliar el castillo con otra ala al norte del bloque este. El Conde también buscó estimaciones sobre la demolición del torreón y del bloque central. Ninguna de estas propuestas salió adelante, aunque se realizaron reparaciones, completadas en 1703.

### Decline final
Las tropas gubernamentales se establecieron en el castillo durante los alzamientos jacobitas de 1715. Durante su estancia un segundo fuego causó grandes daños al edificio. En 1725, los Morton compraron una propiedad adyacente al castillo, Cuttlehill House, que renombraron como Aberdour House, por lo que el castillo dejó de ser una residencia. El bloque oriental fue reparado otra vez, y usado para varios propósitos, entre los que estaba ser un aula escolar, un cuartel y un salón masónico. En 1924 el castillo y los jardines pasaron al Estado, y continúan estando administrados por la agencia estatal Historic Scotland como atracción turística. El castillo, el palomar y el jardín vallado están catalogados como edificios de Categoría A, el mayor grado de protección que se da a un edificio histórico en Escocia.

## Descripción

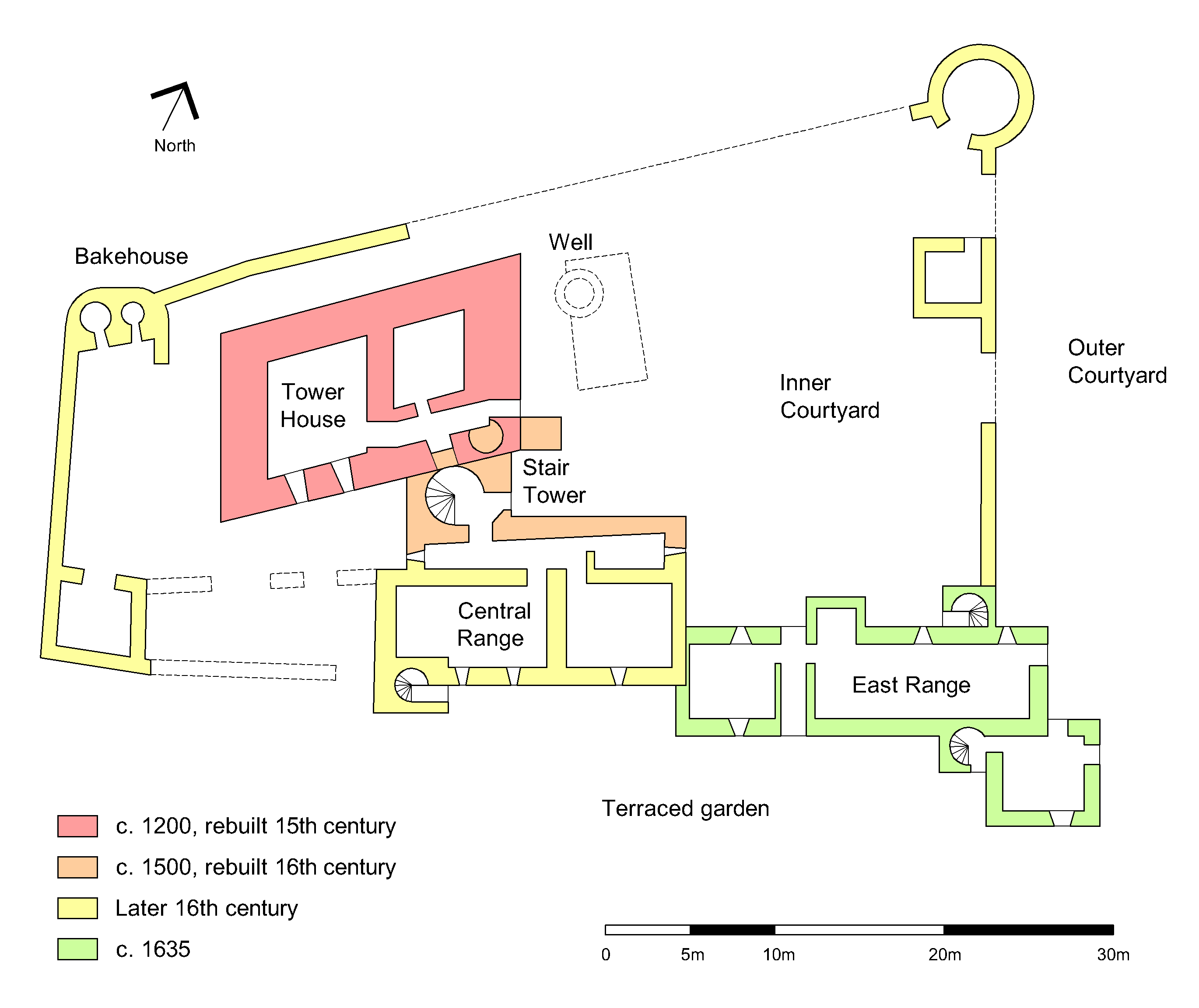
Plano de la planta baja del castillo.

El castillo originalmente se componía de la casa del siglo XII o XIII, que fue ampliada en el siglo XV. En el siglo XVI se construyó el bloque central al sur del torreón, y se construyeron también los nuevos muros de los patios interno y externo. La parte oriental del muro del patio interior está reducida a los cimientos, pero sobrevive la base de una torre redonda. Al oeste, todavía sobrevive el muro del patio interior, que agrupa el antiguo patio del servicio, que contiene una cervecería y una panadería con hornos. El bloque oriental fue añadido en el siglo XVII. Originalmente se accedía al castillo por el norte, pero cuando se construyó en 1890 al estación de ferrocarril, al entrada se movió al oeste.

### El torreón
El torreón mide 16x11 metros y tiene planta rectangular sesgada. Las dos plantas más bajas constituyen la parte más antigua del castillo, datando de alrededor del año 1200, mientras que las plantas superiores datan del siglo XV. La datación el edificio se basa en numerosas pruebas. Los bloques cúbicos de albañilería, la anchura de la base de las murallas, o los contrafuertes, son indicativos de esta fecha. La parte derruida de la muralla sur contenía antiguamente una doble ventana con forma de lanza. La estructura original, llamada casa-salón, tenía probablemente dos o tres plantas, que contenían un salón en la primera planta sobre un sótano no abovedado; y pudo haber estado rodeada por una empalizada defensiva de madera. La reconstrucción del siglo XV añadió dos plantas más, y reorganizó el interior. Se insertaron sótanos abovedados, incluyendo una cocina y una escalera de caracol, y las murallas fueron coronadas por matacanes; agujeros por los cuales se podían arrojar objetos a los enemigos. La torre sufrió importantes derrumbes en 1844 y 1919, y hoy en día solo sobrevive la base.

### El bloque central
El bloque central se comenzó hacia el año 1500, posiblemente como un edificio de dos plantas con un gran salón, aunque solo quedan algunos fragmentos de este edificio. La estrada sur al torreón fue bloqueada, y reemplazada por una entrada oriental a la planta baja. Se construyó, al sureste, una nueva torre para contener la nueva escalera de caracol. Esta nueva torre estaba originalmente coronada por un tejado en forma de cono, y la escalera daba acceso a las plantas superiores del torreón y al bloque central. Alrededor de 1570, el cuarto conde de Morton reconstruyó el edificio, extendiéndolo hacia el sur para formar nuevos aposentos. Este nuevo edificio, que forma el actual bloque central de tres plantas, incluye una cocina abovedada y un almacén. Los dos dormitorios de la primera planta tienen sus propios armarios y excusados. Al aposento occidental se accede desde los jardines en terraza, gracias a otra escalera, y tiene una escalera privada que conduce a otra habitación encima de esta, lo que sugiera que estos eran los aposentos del Conde y la Condesa. La planta superior, cuyo suelo de madera ya no está, contiene otros tres aposentos, incluyendo uno sobre la escalera. El exterior del edificio está decorado con elementos de albañilería. Una de las ventanas del primer piso está decorada con pilastras esculpidas, parecidas a las ventanas del castillo de Edimburgo y a las del castillo de Drochil, ambos construidos durante la regencia de Morton.

### El bloque oriental

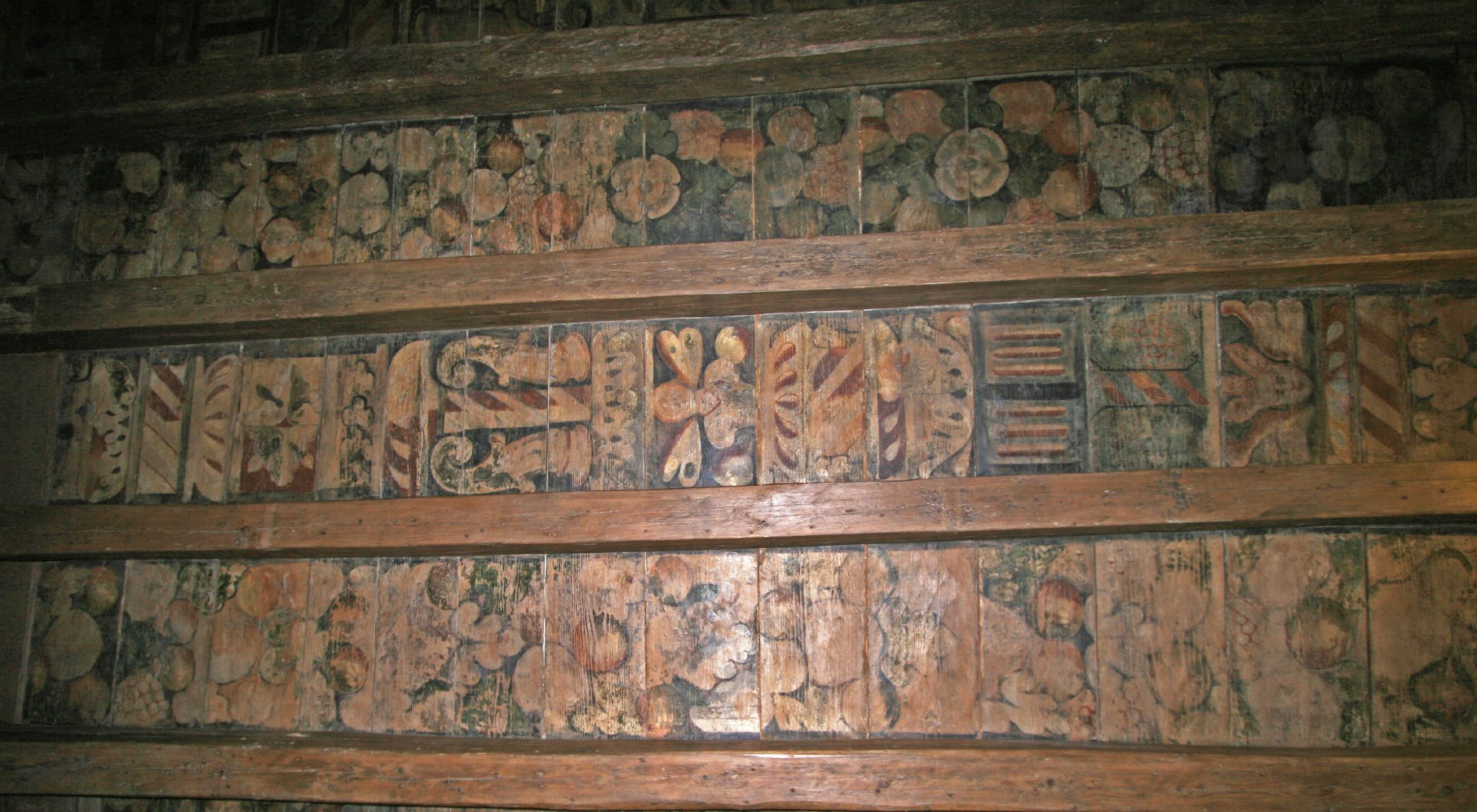
Frescos del techo de una de las habitaiones del bloque central.

El bloque oriental se compone de un estrecho edificio, con una pequeña ala que se proyecta hacia el sureste. Es la única parte del castillo que permanece techada. La primera planta del edificio está ocupada por una gran galería, a la que se accede desde el bloque central. La gran galería se usaba para el entretenimiento, y hay registros de que en 1647, contenía 46 cuadros y un clavecín, junto con otros muebles. En el ala sureste hay tres habitaciones, una por planta, unidas por una escalera de caracol. La habitación de la primera planta tiene unos frescos del siglo XVII en el techo, decorados con frutas, follaje y emblemas heráldicos. Esta ala tiene gabletes escalonados, y un reloj de sol en una esquina. La ventana este de la gran galería está decorada con pilastras. El tejado data del siglo XVIII y es más bajo que el original.

## Los jardines

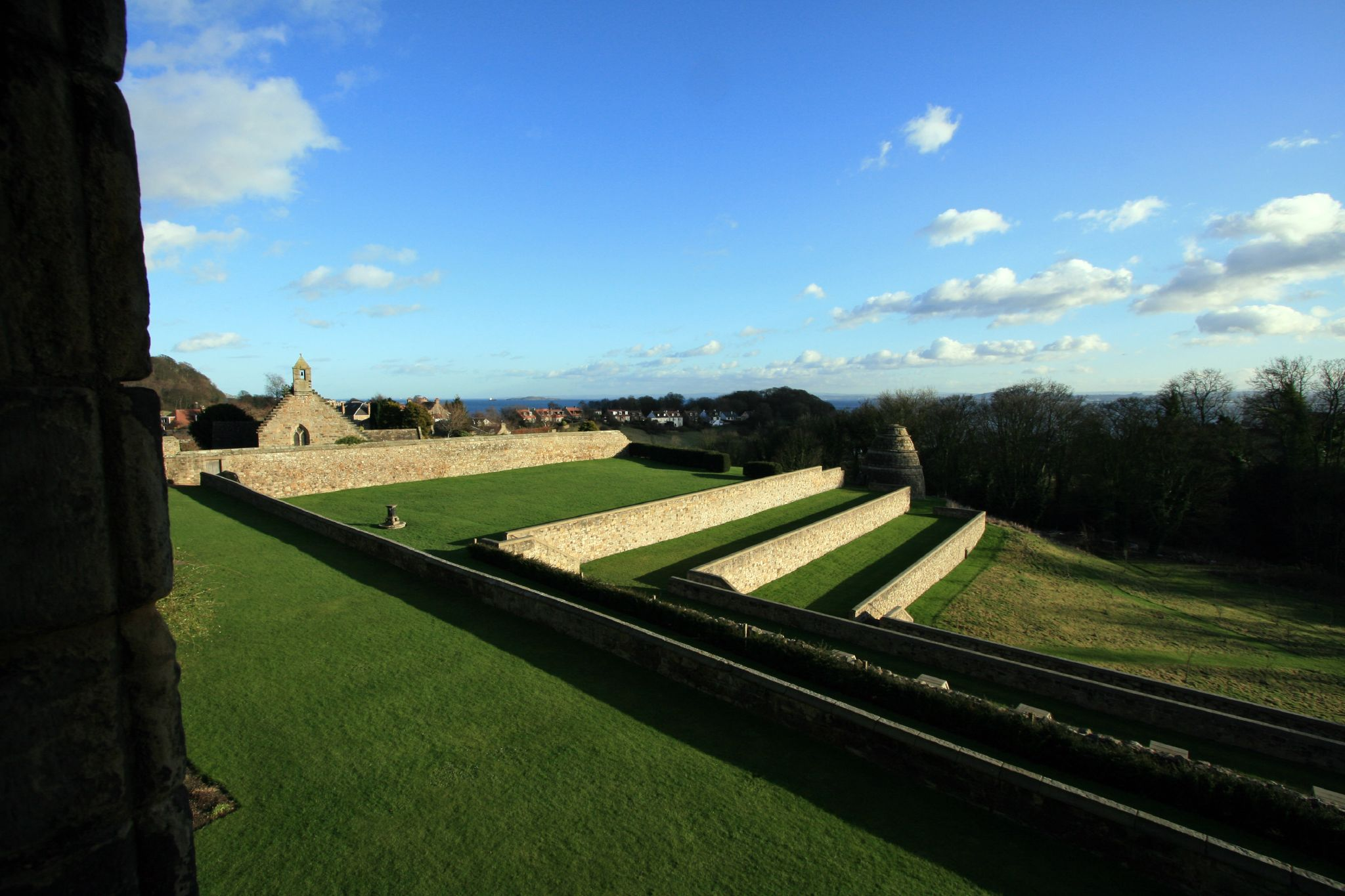
Los jardines en terraza del Castillo de Aberdour.

Ha habido jardines en Aberdour desde el menos 1540. El jardín en terraza data de la época del cuarto conde de Morton, y agrupa cuatro terrazas en forma de L. Al final de las terrazas había una huerta, plantada en 1690 y replantada recientemente. La amplitud de los jardines solo se ha podido descubrir recientemente gracias a unas excavaciones llevadas a cabo en la década de 1970. Entre 1977 y 1980 se llevaron a cabo excavaciones arqueológicas, para determinar si las terrazas más bajas, que aparecía en un mapa de 1740, realmente existían. Aunque se encontraron los cimientos de las terrazas sus restos no se pudieron datar, pero se piensa que fueron construidas en la segunda mitad del siglo XVI. Los muros de contención fueron reconstruidos en 1981, y las terrazas se rellenaron con césped, al no haber datos sobre qué plantas hubo en ellas.
El jardín vallado del siglo XVII ocupa una extensión de 5.000 metros cuadrados, y tiene unos muros de hasta 4 m. Se extiende hacia el oeste del patio exterior, y originalmente se accedía a él por medio de puertas en las esquinas suroeste y noreste. La puerta oeste tenía esculpido el emblema de los Douglas. La puerta este conducía hasta la iglesia de San Fillan, y tiene grabada la fecha de 1632, junto con un monograma de las iniciales del Conde y la Condesa. En 1675 se construyó una casa de verano dentro de la muralla sureste del jardín, pero fue derruida en el siglo XVIII. La entrada del muro occidental data de alrededor de 1740. Durante la Segunda Guerra Mundial el jardín se usó como huerta y como criadero de cerdos.